# Горожане (Псковская область)
Горожане — деревня в Новосокольническом районе Псковской области России. Входит в состав  Насвинской волости.

## География
Расположена в 39 км к северо-западу от города Новосокольники, на реке Смердель.

## Население
| 2001 | 2002 | 2010 |
| ---- | ---- | ---- |
| 362  | ↘315 | ↘256 |

Численность населения деревни по оценке на начало 2001 года составляла 362 человека.

## История
С 1995 до 2015 года деревня входила в состав ныне упразднённой Горожанской волости в качестве её административного центра.

## Археология
На археологическом памятнике у деревни Горожане найдены предметы, датируемые периодом третьей четверти I тыс. н. э. — XII—XIII веками, но основная часть находок датируется X—XI веками: 245 монет, в том числе византийский фоллис Романа Первого, датированный 920—944 годами, фрагмент подвески со знаком Рюриковичей, бусы, 45 наконечников стрел, весы, гирьки, перекрестье меча, предметы из стекла, глины, камня, чёрного и цветного металла, арабские монеты дирхемы, пастовая глазчатая бусина, половина подковообразной застёжки (фибулы) с закрученными концами, серебряный широкосерединный перстень с завязанными концами, характерный для финального этапа эпохи викингов. На одном из дирхамов выявлено граффити на обеих сторонах, состоящих из изображений ромбоконечного креста, стяга и стрелы. Аналогичные граффити встречаются на монетах из Гнёздова, Клейменовского клада восточных монет из Клейменовского бугра Нары в Подмосковье и на трапециевидных геральдических подвесках со знаками Рюриковичей.